# Partljič
Partljič je priimek več znanih Slovencev:
- Mojca Partljič (*1964), igralka, lutkarica
- Tone Partljič (*1940), predmetni učitelj, književnik, scenarist in politik